# 吴郡墓
吴郡墓位于中国福建省浦城县永兴镇前墩村，清康熙五十四年（1715年）建，占地面积2600余平方米。坐北朝南，平面呈“风”字形，四周梯形条地围绕，用三合土构筑，墓园分内、中、外三层墓埕，墓碑已失。墓前有三级墓坪，墓坪前原竖两根石望柱已残。2009年11月16日公布为第七批福建省文物保护单位。
吴郡（1636—1715），字云士，安徽凤阳人。清康熙二十二年（1683年），仗剑从军，随靖海将军施琅进攻澎湖列岛，立大功，加左都督衔，实授山西大同镇标游击。不久补为天术营参将。后历任定海镇总兵、松江提督、浙江水师提督。